# Karima Adebibe
Karima Adebibe (født 14. februar 1985 i London, England) er en engelsk skuespillerinde og fotomodel af marokkansk og irsk/græsk afstamning. I februar 2006 blev hun hyret til at portrættere computerspilsheltinden Lara Croft i blandt andet tv og radio, for at promovere selve spillet. Hun blev valgt på basis af flere tusinde aspiranter til at løfte opgaven efter blandt andre Jill de Jong, Lara Weller og Lucy Clarkson. Matt Gorman, der har ansvarsområder for Tomb Raiders branding, mener hun er den vigtigste af de på daværende tidspunkt hidtidige syv modeller, i kraft af at Tomb Raider: Legend lader Lara udfolde sig på sit højeste.
Karima har personligt spillet flere af spillene i Tomb Raider-serien, og havde derfor kendskab til både dele af fancommunitiet og selve figuren, før hun blev hyret som model til opgaven. Hun betragter sig selv som en gamer, og synes en af de bedste ting ved jobbet er at møde fans. Desuden, har hun under opgaven arbejdet med at lære flere af de karakteristiske tricks og bevægelser Lara udfører i spillene, samt udført stunts i bl.a. helikopter og på motorcykel.
Hun boede i Marokko indtil hun var syv, hernæst hun flyttede til London, hvor hun siden har boet.

## Fodnoter
1. ↑  Karima Adebibe: The latest Lara Croft Arkiveret 26. maj 2007 hos  Wayback Machine – The Independent 28. august 2006. Hentet 25. april 2008.
2. ↑  Karima Adebibes biografi på IMDb. Hentet 25. april 2008.
3. 1 2  Karima Adebibe på Tomb Raider Chronicles. Hentet den 25. april 2008.
4. ↑  Tomb Raider Chronicles: Karime Adebibe Interview Now Online. Hentet 25. april 2008.
5. ↑  Biografi på karima-adebibe.info Arkiveret 3. november 2013 hos  Wayback Machine. Hentet 25. april 2008.